# Microtus canicaudus
Microtus canicaudus là một loài động vật có vú trong họ Cricetidae, bộ Gặm nhấm. Loài này được Miller mô tả năm 1897.
Mẫu đầu tiên được thu thập vào năm 1897, nó là loài đặc hữu của Thung lũng Willamette, các quận Oregon và Clark, Washington trong khu vực Thái Bình Dương phía Tây Bắc của Bắc Mỹ. Chúng là loài động vật có vú nhỏ và có đuôi màu xám được coi là loài có kích thước trung bình trong chi. Trong lịch sử, chúng đã được tìm thấy trong số các thảo nguyên của thung lũng, nhưng vẫn còn phổ biến như các khu vực này đã được chuyển cho mục đích nông nghiệp. Vì những lý do không rõ ràng, mật độ của quần thể chuột này trong một khu vực có thể dao động o mức rộng từ mùa này sang mùa và từng năm. Chúng bị các loài cú, diều hâu, và động vật có vú ăn thịt. Chúng cũng có một loạt các ký sinh trùng, bao gồm cả bọ chét và ve. Đôi khi chúng chia sẻ các hang với động vật đào hang khác trong khu vực sinh sống. Người ta biết tương đối ít về hành vi của chúng trong tự nhiên, bởi vì chúng không có khả năng để mắc bẫy. Phần lớn những gì được biết về hành vi của loài này là kết quả của các nghiên cứu trên động vật trong môi trường phòng thí nghiệm.